# Grande Prêmio de San Marino de 2017 (MotoGP)
O Grande Prêmio da MotoGP de San Marino de 2017 ocorreu em 10 de setembro.

## Resultados

### Classificação MotoGP
| Pos | Piloto           | Equipe                      | Moto   | Tempo     | Pontos |
| --- | ---------------- | --------------------------- | ------ | --------- | ------ |
| 1   | Marc Marquez     | Repsol Honda Team           | Honda  | 50'41.565 | 25     |
| 2   | Danilo Petrucci  | OCTO Pramac Racing          | Ducati | +1.192    | 20     |
| 3   | Andrea Dovizioso | Ducati Team                 | Ducati | +11.706   | 16     |
| 4   | Maverick Viñales | Movistar Yamaha MotoGP      | Yamaha | +16.559   | 13     |
| 5   | Michele Pirro    | Ducati Team                 | Ducati | +19.499   | 11     |
| 6   | Jack Miller      | EG 0,0 Marc VDS             | Honda  | +24.882   | 10     |
| 7   | Scott Redding    | OCTO Pramac Racing          | Ducati | +33.872   | 9      |
| 8   | Alex Rins        | Team SUZUKI ECSTAR          | Suzuki | +34.662   | 8      |
| 9   | Jonas Folger     | Monster Yamaha Tech 3       | Yamaha | +54.082   | 7      |
| 10  | Bradley Smith    | Red Bull KTM Factory Racing | KTM    | +57.964   | 6      |
| 11  | Pol Espargaro    | Red Bull KTM Factory Racing | KTM    | +1'00.440 | 5      |
| 12  | Alvaro Bautista  | Pull&Bear Aspar Team        | Ducati | +1'17.356 | 4      |
| 13  | Cal Crutchlow    | LCR Honda                   | Honda  | +1'35.588 | 3      |
| 14  | Dani Pedrosa     | Repsol Honda Team           | Honda  | +1'38.857 | 2      |
| 15  | Johann Zarco     | Monster Yamaha Tech 3       | Yamaha | +2'02.212 | 1      |
| 16  | Loris Baz        | Reale Avintia Racing        | Ducati | 1 volta   | 0      |
| 17  | Karel Abraham    | Pull&Bear Aspar Team        | Ducati | 1 volta   | 0      |

### Classificação Moto2
| Pos | Piloto             | Equipe                     | Moto     | Tempo     | Pontos |
| --- | ------------------ | -------------------------- | -------- | --------- | ------ |
| 1   | Thomas Luthi       | CarXpert Interwetten       | Kalex    | 51'41.109 | 25     |
| 2   | Hafizh Syahrin     | Petronas Raceline Malaysia | Kalex    | +6.475    | 20     |
| 3   | Francesco Bagnaia  | SKY Racing Team VR46       | Kalex    | +19.823   | 16     |
| 4   | Brad Binder        | Red Bull KTM Ajo           | KTM      | +22.449   | 13     |
| 5   | Sandro Cortese     | Dynavolt Intact GP         | Suter    | +40.021   | 11     |
| 6   | Fabio Quartararo   | Pons HP40                  | Kalex    | +41.707   | 10     |
| 7   | Simone Corsi       | Speed Up Racing            | Speed Up | +55.526   | 9      |
| 8   | Khairul Idham Pawi | IDEMITSU Honda Team Asia   | Kalex    | +1'00.095 | 8      |
| 9   | Jesko Raffin       | Garage Plus Interwetten    | Kalex    | +1'18.792 | 7      |
| 10  | Takaaki Nakagami   | IDEMITSU Honda Team Asia   | Kalex    | +1'31.048 | 6      |
| 11  | Alex De Angelis    | Dynavolt Intact GP         | Suter    | 1 volta   | 5      |
| 12  | Remy Gardner       | Tech 3 Racing              | Tech 3   | 1 volta   | 4      |
| 13  | Tetsuta Nagashima  | Teluru SAG Team            | Kalex    | 1 volta   | 3      |
| 14  | Xavi Vierge        | Tech 3 Racing              | Tech 3   | 1 volta   | 2      |
| 15  | Federico Fuligni   | Forward Junior Team        | Kalex    | 1 volta   | 1      |

### Classificação Moto3
| Pos | Piloto                | Equipe                     | Moto     | Tempo     | Pontos |
| --- | --------------------- | -------------------------- | -------- | --------- | ------ |
| 1   | Romano Fenati         | Marinelli Rivacold Snipers | Honda    | 46'24.290 | 25     |
| 2   | Joan Mir              | Leopard Racing             | Honda    | +28.594   | 20     |
| 3   | Fabio Di Giannantonio | Del Conca Gresini Moto3    | Honda    | +39.035   | 16     |
| 4   | Philipp Oettl         | Südmetall Schedl GP Racing | KTM      | +55.591   | 13     |
| 5   | Nicolo Bulega         | SKY Racing Team VR46       | KTM      | +1'02.433 | 11     |
| 6   | Bo Bendsneyder        | Red Bull KTM Ajo           | KTM      | +1'09.312 | 10     |
| 7   | Jakub Kornfeil        | Peugeot MC Saxoprint       | Peugeot  | +1'09.984 | 9      |
| 8   | Albert Arenas         | Aspar Mahindra Moto3       | Mahindra | +1'13.420 | 8      |
| 9   | Andrea Migno          | SKY Racing Team VR46       | KTM      | +1'22.747 | 7      |
| 10  | Jaume Masia           | Platinum Bay Real Estate   | KTM      | +1'32.446 | 6      |
| 11  | Manuel Pagliani       | CIP                        | Mahindra | +1'39.088 | 5      |
| 12  | Marcos Ramirez        | Platinum Bay Real Estate   | KTM      | +1'39.925 | 4      |
| 13  | Alex Fabbri           | Minimoto Portomaggiore     | Mahindra | 1 volta   | 3      |
| 14  | Enea Bastianini       | Estrella Galicia 0,0       | Honda    | 1 volta   | 2      |
| 15  | Lorenzo Dalla Porta   | Aspar Mahindra Moto3       | Mahindra | 1 volta   | 1      |